# Calesia tamsi
Calesia tamsi là một loài bướm đêm trong họ Erebidae.